# Sobór watykański I
Sobór watykański I (łac. Vaticanum I) – dwudziesty sobór powszechny Kościoła katolickiego, zwołany przez papieża Piusa IX do Watykanu i obradujący w latach 1869–1870. Zwołano go 300 lat po soborze trydenckim. Sobór został zawieszony, kiedy wojska włoskie zdobyły Rzym; nigdy nie został wznowiony

## Uczestnicy
W obradach uczestniczyło 49 kardynałów, 10 patriarchów, 7 prymasów, 124 arcybiskupów, 522 biskupów, 6 opatów, 49 wikariuszy apostolskich, 46 przedstawicieli zakonów.
W soborze brali udział również Polacy: abp Mieczysław Halka-Ledóchowski, abp Grzegorz Michał Szymonowicz, bp Józef Alojzy Pukalski, bp Antoni Gałecki, bp Antoni Monastyrski i ks. Sosnowski.
Zaproszono także przedstawicieli Kościoła prawosławnego, lecz nie wzięli oni udziału w soborze.

## Postanowienie soborowe
Sobór uchwalił konstytucję dogmatyczną Pastor aeternus, która zawiera wypowiedź doktrynalną: „Romani Pontificis definitiones esse ex sese irreformabiles, non autem ex consensu Ecclesiae” (definicje Papieża Rzymskiego są same z siebie niezmienne, a nie wynika to ze zgody Kościoła). To zdanie oraz dogmat o nieomylności papieża w sprawach wiary i moralności kształtuje dziś w znacznej mierze stosunki w Kościele katolickim.
Obok dogmatu o nieomylności ważnym wkładem soboru była konstytucja De fide catholica, która traktowała o Bogu Stworzycielu, o objawieniu, wierze, stosunku wiary do wiedzy. Dołączone kanony odrzucały ateizm, racjonalizm, materializm i panteizm. Sobór wystąpił również przeciwko fideizmowi. Stwierdzał także, że możliwe jest dojście do istnienia Boga „przy pomocy rozumowania naukowego i filozoficznego”.

## Pośrednie skutki
Pośrednim skutkiem uchwał soboru była ogłoszona 1 listopada 1950 przez Piusa XII definicja o Wniebowzięciu Najświętszej Maryi Panny (jeden z przypadków użycia nieomylności dla wprowadzenia nowego dogmatu po definicji soborowej, wcześniej z nieomylności skorzystał już np. Pius IX, ogłaszając naukę o niepokalanym poczęciu Najświętszej Maryi Panny (1854), gdyż nieomylność papieska należała do depozytu wiary katolickiej, a jej definicja tylko ją potwierdziła. Według niektórych teologów (np. Joachima Meisnera) skorzystał z niej także papież Jan Paweł II, rozstrzygając kwestię kapłaństwa kobiet, jednak ten pogląd spotkał się z krytyką innych teologów).
Innym pośrednim skutkiem przyjęcia dogmatu o nieomylności papieża było uformowanie się starokatolicyzmu, choć nie był to jedyny powód oddzielenia się go od katolicyzmu głównego nurtu.